# ماریانوف روگووسکی
ماریانوف روگووسکی (به لاتین: Marianów Rogowski) یک روستا در لهستان است که در گمینا روگوو واقع شده‌است.